# Pseudocalotes andamanensis
Pseudocalotes andamanensis är en ödleart som beskrevs av  George Albert Boulenger 1891. Pseudocalotes andamanensis ingår i släktet Pseudocalotes och familjen agamer. Inga underarter finns listade.
Arten förekommer på Andamanerna och Nikobarerna. Honor lägger ägg.